# Baron Mauley

Wappen der Barone Mauley

Baron Mauley war ein erblicher britischer Adelstitel in der Peerage of England.
Familiensitz der Barone war Mulgrave Castle in Yorkshire.

## Verleihung
Der Titel wurde am 23. Juni 1295 an Peter Mauley verliehen, indem dieser per Writ of Summons ins königliche Parlament berufen wurde. Der Titel fiel beim Tod seines Ur-ur-urenkels, des 5. Barons, am 6. September 1415 in Abeyance zwischen dessen beiden Töchtern.

## Liste der Barone Mauley (1295)
- Peter Mauley, 1. Baron Mauley (1249–1308)
- Peter Mauley, 2. Baron Mauley (1281–1348)
- Peter Mauley, 3. Baron Mauley (1300–1355)
- Peter Mauley, 4. Baron Mauley (1330–1383)
- Peter Mauley, 5. Baron Mauley (1378–1415)